# Антигипоксанты
Антигипокса́нты — группа лекарственных средств, улучшающих утилизацию циркулирующего в организме кислорода и повышающих устойчивость к гипоксии (кислородной недостаточности). Применяются в отдельных странах при терапии гипоксий различных этиологий (ишемия, инфаркты, инсульты и т. п.).
Изучались, в основном, на постсоветском пространстве, в мировой практике недостаточно известны.

## Классификация[Оковитый С.В., 2005, 2009]
1. Препараты с поливалентным действием (гутимин, амтизол)[1];
2. Ингибиторы окисления жирных кислот: (триметазидин, ранолазин, мельдоний, пергексилин, этомоксир, карнитин;
  1. Прямые ингибиторы карнитин-пальмитоилтрансферазы I: (пергекселин, этомоксир);
  2. Парциальные ингибиторы окисления жирных кислот (p-FOX-ингибиторы): (триметазидин, ранолазин, мельдоний)
  3. Непрямые ингибиторы окисления жирных кислот: (карнитин)
3. Сукцинатсодержащие и сукцинатобразующие средства:[2]
  1. Сукцинатсодержащие средства: (реамберин, мексидол);
  2. Сукцинатобразующие средства: (оксибутират натрия, полиоксифумарин, конфумин[источник не указан 3179 дней])
4. Естественные компоненты дыхательной цепи: (цитохром c, убихинон, идебенон);
5. Искусственные редокс-системы: (олифен);
6. Макроэргические соединения: (креатинфосфат, АТФ).